# Adam Harasiewicz
Adam Harasiewicz (Chodzież, 1º luglio 1932) è un pianista polacco.
Nel 1955 ha vinto a Varsavia la quinta edizione del prestigioso Concorso pianistico internazionale Frédéric Chopin.
Ha inciso musiche di Chopin e molte opere di Szymanowski.

## Discografia parziale
- Chopin: The Polonaises - 16 Waltzes - Adam Harasiewicz, 1999 Philips
- Chopin: Piano Concertos No. 1 & No. 2 - Adam Harasiewicz/Wiener Symphoniker/Heinrich Hollreiser, Smith & Co
- Chopin: Etüden - Adam Harasiewicz, 2007 Decca
- Harasiewicz Plays Chopin - Adam Harasiewicz, Violet Hill